# Гільда Гейрінгер
Гі́льда Гейрінгер (нім. Hilda Geiringer), також відома як Гільда фон Мізес (28 вересня 1893, Відень, Австро-Угорщина — 22 березня 1973, Санта-Барбара, Каліфорнія, США) — американська математик австрійського походження. Відома своїм внеском у математичну теорію пластичності.

## Життєпис
Народилася 1893 року у Відні в єврейській сім'я. Була другою з чотирьох дітей. Батько, Людвіг Гейрінгер (нім. Ludwig Geiringer), був уродженцем Угорщини, у Відні займався виробництвом текстилю; мати, Марта Вертгеймер (нім. Martha Wertheimer — з Відня. Батьки підтримували потяг Гільди до освіти.

### Університет Відня
У старшій школі Гільда проявила відмінні математичні здібності. Батьки забезпечили доньці можливість вступити до Віденського університету. Після здобуття ступеня, Гейрінгер продовжила вивчення математики, і 1917 року стала доктором філософії. Керівником її дисертації про ряд Фур'є для функції двох змінних під назвою «Trigonometrische Doppelreihen» був Вільгельм Віртінґер. До 1921 року Гейрінгер була асистенткою Леона Ліхтенштейна, редагуючи математичний журнал Jahrbuch über die Fortschritte der Mathematik.

### Берлінський інститут прикладної математики
1921 року Гейрінгер переїхала до Берліна, де вступила на роботу в Інститут прикладної математики при Берлінському університеті в асистенткою Ріхарда фон Мізеса. Того ж року вийшла заміж за Фелікса Поллачека, який, як і Гейрінгер, народився у Відні в єврейській родині і навчався в Берліні. Поллачек здобув докторський ступінь 1922 року і вступив на роботу в Імперську пошту, де впроваджував математичні методи в облаштування телефонного зв'язку. 1922 року в пари народилася дочка Магда, але шлюб розпався. Після розлучення Гейрінгер продовжувала працювати у фон Мізеса, одночасно виховуючи дитину.
Здобувши освіту як чистий математик, Гейрінгер зайнялася прикладною математикою, щоб відповідати вимогам, які ставив Інститут прикладної математики. Її робота в цей час стосувалася статистики, теорії ймовірностей і математичної теорії пластичності. Щоб отримати право викладати в Берлінському університеті, вона підготувала дисертацію для габілітації і 1927 року отримала посаду приват-доцента. У грудні 1933 року, після приходу до влади Гітлера, вона втратила право викладати через гоніння на євреїв у нацистській Німеччини. Безпосередньо перед цим її збиралися призначити на посаду екстраординарного професора. Втративши роботу, Гейрінгер покинула Німеччину і разом з дочкою переїхала до Брюсселя. Там вона отримала місце в інституті механіки, де зайнялася теорією коливань.

### Стамбул
1934 року Гейрінгер слідом за фон Мізесом вирушила до Стамбула, де отримала посаду професора математики в Стамбульському університеті і продовжила дослідження в галузі прикладної математики, статистики та теорії ймовірностей. Під час перебування в Туреччині Гейрінгер зацікавилася основними принципами генетики, які сформулював Грегор Мендель.

### Сполучені Штати Америки
Після смерті Ататюрка 1938 року Гейрінгер з дочкою перебралася в Пенсільванію, де отримала посаду викладача з частковою зайнятістю в коледжі Брін Мар. Крім читання лекцій вона виконувала секретну роботу для Національної дослідницької ради.
Протягом 1942 року Гейрінгер вела додатковий літній курс механіки в Браунському університеті в Провіденсі (Род-Айленд) для підвищення американського стандарту освіти до рівня, досягнутого в Німеччині. Вона написала серію лекцій про геометричні основи механіки і, хоча їх ніколи належним чином не опубліковано, вони широко розійшлися серед студентів і використовувалися в Сполучених Штатах протягом багатьох років.

### Шлюб з Ріхардом фон Мізесом
Гейрінгер і фон Мізес одружилися 1943 року, наступного року вона пішла з викладацької посади в коледжі Брін Мар, щоб бути поруч із чоловіком, а також у зв'язку з пропозицією коледжу Вітон у Нортоні (Массачусетс) штатної посади — першої постійної роботи в США. Вона стала професоркою і завідувачкою кафедри математики. У робочі дні вона читала лекції в коледжі, а на вихідні поверталася в Кембридж (Массачусетс), щоб бути з фон Мізесом.
З багатьох причин ситуація, що склалася, не була вдалою. У коледжі Вітон на математичному факультеті було лише два викладачі, і Гейрінгер шкодувала, що не може бути частиною великої математичної спільноти.

### Дискримінація
Гейрінгер намагалася отримати роботу в навчальних закладах Нової Англії, але успіху не досягла через практично відкриту дискримінацію жінок-викладачів. Іншим фактором було єврейське походження, від якого Гейрінгер ніколи не дистанціювалася. Однак вона сприймала подібну ворожість досить спокійно, вважаючи, що її робота допоможе майбутнім поколінням науковиць. Викладаючи в коледжі Вітон, вона також не припиняла наукової роботи.
1939 року професор астрономії Гарвардського університету Гарлоу Шеплі рекомендував Гейрінгер на посаду викладача коледжу Редкліфф, з яким Гарварда мав партнерські стосунки. Хоча університет надавав коледжу підтримку і направляв своїх викладачів для читання лекцій, до 1963 року його випускники не отримували дипломів гарвардського рівня, і Гейрінгер, як математик і викладач, перевершувала рівень посади, яку їй могли запропонувати в Редкліффі, проте ніякої пропозиції вона так і не отримала.
За неї просили Освальд Веблен і Герман Вейль, характеризуючи Гейрінгер як рідкісну фахівчиню, що поєднує глибоке теоретичне знання математики і одночасно досвідчену в прикладній науці. У листі-відповіді Вейлю в Інститут перспективних досліджень у Прінстоні вона відзначала: «Я, звичайно, усвідомлюю, як важко для біженки і жінки щось знайти. Проте, я не втратила надії. Немає потреби говорити, що дослідницьку позицію я прийму з тією ж охотою, що й викладацьку». «Я сподіваюся, наступне покоління жінок матиме кращі умови. Тим часом, потрібно продовжувати жити з найбільшою можливою користю».

### Робота в Гарварді
1953 року помер Ріхард фон Мізес, і від наступного року Гейрінгер, продовжуючи викладати в коледжі Вітон, почала роботу в Гарварді, завершуючи і редагуючи незакінчені рукописи чоловіка. Але для цього їй довелося отримати грант від Управління військово-морських досліджень, і тільки тоді Гарвард запропонував їй тимчасову посаду наукового співробітника в галузі математики.

### Визнання
1959 року Гейрінгер обрано до Американської академії мистецтв і наук. 1956 року Берлінський університет, чи то на знак спокути провини, чи то через бажання додати яскраве ім'я в список співробітників, обрав Гейрінгер професором-емеритом із повним забезпеченням. 1959 року Гейрінгер формально пішла у відставку з посади в коледжі Вітон, і наступного року коледж присвоїв їй звання почесного доктора наук. Почесне звання їй також присвоїв Інститут математичної статистики, і 1967 року — Віденський університет.

## Публікації
Хільда Гейрінгер опублікувала понад 70 наукових статей і випустила кілька книг. Серед них:
- Die Gedankenwelt der Matematik (Берлін, 1922)[9];
- Geometrical Foundations of Mechanics (Провіденс, штат Род-Айленд, 1942)[9].

Вона також закінчила, відредагувала й опублікувала роботи Ріхарда фон Мізеса, зокрема книгу Mathematical Theory of Probability and Statistics.